# Mance Warner
Quirt Miller, noto con il ring name Mance Warner (10 ottobre 1988), è un wrestler statunitense.
Noto nel circuito indipendente, soprattutto nella Game Changer Wrestling (GCW), dove ha avuto un regno da GCW World Champion.
Lottò anche nella Combat Zone Wrestling (CZW), dove è un ex CZW World Heavyweight Champion, e nella IWA Mid-South, dove detenne sia l'IWA Mid-South Heavyweight Championship sia l'IWA Mid-South Tag Team Championship. Inoltre è stato anche AAW Heavyweight Champion.

## Carriera

### Inizi
Warner esordì nel wrestling professionistico nel 2015, all'età di 27 anni. Si allenò con Billy Roc, ex pupillo di Dory Funk Jr., e lottò i suoi primi match nelle federazioni Atlanta Wrestling Entertainment e SmashMouth Pro Wrestling (SPW).

### Ritorno nel circuito indipendente (2022–presente)
Il 31 luglio 2022 i membri del roster della Game Changer Wrestling invasero la Bunkhouse Battle Royal nel pre-show dell'evento Ric Flair's Last Match. Warner vinse la Bunkhouse Battle Royal, eliminando per ultimo Bully Ray.

### All Elite Wrestling (2022)
Il 3 agosto 2022 debuttò nella All Elite Wrestling durante una puntata di Dark: Elevation, sconfiggendo Serpentico. Warner ebbe un Interim World Title Eliminator match a Rampage contro l'Interim AEW World Champion Jon Moxley, che perse su deciisone dell'arbitro.

### Ritorno nella Major League Wrestling (2022–2024)
Il 31 agosto 2022 la Major League Wrestling annunciò che Warner era tornato nella compagnia. Il 18 novembre 2023 all'evento Fightland, Warner perse un "Loser Leaves MLW" match contro Matt Cardona e come risultato, fu costretto a lasciare la MLW. Tornò nella MLW come membro della fazione The Second Gear Crew con lo pseudonimo Good Brother #3.

### Total Nonstop Action Wrestling (2025–presente)
Per settimane, furono mandati in onda dei filmati promo che mostravano il numero 23. Il 23 gennaio 2025 a Impact!, la nuova campionessa TNA Digital Media Steph De Lander disse a Sami Callihan di avere divorziato da PCO. Quindi Warner debuttò in TNA aggredendo Callihan, prima di baciare sulla bocca De Lander, con la quale è fidanzato nella vita reale.

## Vita privata
Miller è fidanzato con la collega wrestler Steph De Lander.

## Titoli e riconoscimenti
- AAW Wrestling
  - AAW Heavyweight Championship (1)[10]
  - Jim Lynam Memorial Tournament (2023)[11]
- Bizzaro Lucha
  - Bizzaro Lucha Luchaversal Championship (1)[12]
- Combat Zone Wrestling
  - CZW World Heavyweight Championship (1)[13]
- DEFY Wrestling
  - DEFY Tag Team Championship (1) – con Matthew Justice[14]
- EMERGE Wrestling
  - EMERGE Tag Team Championship (1) – con Matthew Justice[15]
- Game Changer Wrestling
  - GCW World Championship (1)[16]
  - GCW Tag Team Championship (1) – con Matthew Justice[17]
  - WOMBAT Tag Team Championship (1) – con 1 Called Manders
  - Nick Gage Invitational 5 (2020)[18]
- Horror Slam Wrestling
  - Horror Slam Tag Team Championship (1) – con Matthew Justice[19]
- IWA Mid South
  - IWA Mid-South Heavyweight Championship (2)[20]
  - IWA Mid-South Tag Team Championship (1) – con Zodiak[21]
  - IWA World Title Tournament (2018)[22]
- Jim Crockett Promotions
  - Bunkhouse Battle Royal (2022)[5]
- Pro Wrestling Illustrated
  - 79º nella lista dei migliori 500 wrestler singoli nei PWI 500 del 2024[23]
- Pro Wrestling King
  - PWK Tag Team Championship (1) – con Luke Lawson[24]
- Unsanctioned Pro
  - Unsanctioned Pro Hardcore Championship (1)[25]
- The Wrestling Revolver
  - PWR Tag Team Championship (1) – con Matthew Justice e 1 Called Manders[26]